# Lady Time
Lady Time è il quarantacinquesimo album della cantante jazz Ella Fitzgerald, pubblicato dalla Pablo Records nel 1978.
L'album vede la cantante accompagnata esclusivamente dall'organista Jackie Davis e dal batterista Louie Bellson.

## Tracce
Lato A
1. I'm Walkin' (Dave Bartholomew, Fats Domino) – 5:36
2. All or Nothing at All (Arthur Altman, Jack Lawrence) – 6:29
3. I Never Had a Chance (Irving Berlin) – 4:03
4. I Cried for You (Gus Arnheim, Arthur Freed, Abe Lyman) – 3:17
5. What Will I Tell My Heart? (Irving Gordon, Lawrence, Peter Tinturin) – 1:57
6. Since I Fell for You (Buddy Johnson) – 4:26

Lato B
1. And the Angels Sing (Ziggy Elman, Johnny Mercer) – 3:07
2. Confessin' (Doc Daugherty, Al J. Neiburg, Ellis Reynolds) – 2:50
3. Mack the Knife (Marc Blitzstein, Bertolt Brecht, Kurt Weill) – 2:57
4. That's My Desire (Helmy Kressa, Carroll Loveday) – 3:02
5. I'm in the Mood for Love (Dorothy Fields, Jimmy McHugh) – 4:36